# Oasi delle Soglitelle
L'Oasi delle Soglitelle è una zona umida e area naturale protetta gestita dalla Lega Italiana Protezione Uccelli (LIPU) e sita sul litorale Domitio, nel territorio del comune di Villa Literno. L'area è ricompresa nella Riserva naturale Foce Volturno - Costa di Licola.

## Storia
Storicamente la zona delle Soglitelle era parte di un'ampia area paludosa che si estendeva tra il lago di Agnano e il fiume Garigliano, oggetto di bonifiche sin dal XVI secolo sotto Pedro Álvarez de Toledo y Zúñiga. La zona circostante fu poi oggetto di numerose edificazioni nel corso del XX secolo, soprattutto sul litorale Domitio.
A partire dagli anni 1960-1970 nell'area furono realizzati abusivamente degli invasi artificiali e dei piccoli bunker, affittati ai bracconieri che li utilizzavano per attirare e uccidere numerosi uccelli migratori; contestualmente la zona fu utilizzata dalla Camorra per lo sversamento illecito di rifiuti. Già dal 1997 i volontari della Lega Italiana Protezione Uccelli (LIPU) iniziarono ad organizzare delle operazioni di antibracconaggio, anche con l'aiuto del Corpo forestale dello Stato che nel corso dell'anno seguente condusse un'operazione su larga scala conclusasi con l'arresto di numerosi bracconieri, molti dei quali camorristi; successivamente gli stessi volontari LIPU hanno iniziato a svolgere anche attività di tutela, promozione e monitoraggio dell'area.
Nel 2005 la LIPU ha collaborato col Comando carabinieri per la tutela ambientale guidato da Sergio De Caprio nell'ambito dell'operazione Volo Libero, conclusasi col sequestro dell'area e l'arresto di 21 bracconieri, e attraverso la promozione di una petizione che ha raggiunto le 10000 firme, ha ottenuto dalla Giunta regionale della Campania l'inserimento delle Soglitelle nella Riserva naturale Foce Volturno - Costa di Licola. Successivamente, grazie ad una convenzione tra Regione Campania e Ministero dell'ambiente e della tutela del territorio e del mare, si è proceduto alla bonifica e alla riqualificazione ambientale dell'area con un importo complessivo di 5 milioni di euro e nel 2017, in seguito alla conclusione del primo lotto di lavori (comprensivo della realizzazione di recinzioni, capanni fotografici e centro visite), circa 100 ettari dell'area sono stati espropriati a favore del comune di Villa Literno, consentendone la riapertura al pubblico.
Nel 2024 l'Ente Riserve regionale e il comune hanno deliberato la cessione della gestione dell'area delle Soglitelle alla LIPU.

## Flora
La flora è caratteristica di una zona umida salmastra ed è composta prevalentemente da salicornieti alternati a canneti e giuncheti (questi ultimi presenti dove vi è una minore salinità).

## Fauna
Nell'oasi sono state censite circa 199 specie di uccelli nidificanti e non, prevalentemente migratori vista la localizzazione dell'area lungo la linea di costa, tra cui le principali sono: airone cenerino, airone rosso, alzavola, aquila minore, avocetta, cannaiola comune, cardellino, cavaliere d'Italia, cicogna nera, falco di palude, fenicottero rosa, forapaglie castagnolo, garzetta, gazza, martin pescatore comune, migliarino di palude, pavoncella, pernice di mare, pettazzurro, pettirosso, piviere dorato, spatola bianca, taccola e volpoca.
Oltre agli uccelli sono stati censiti tra gli anfibi il rospo smeraldino, tra i rettili: biacco, lucertola campestre, natrice tassellata, ramarro orientale, mentre tra i mammiferi si annoverano: arvicola, donnola, mustiolo, lepre europea, nutria, topo selvatico, toporagno e volpe rossa.

## Strutture
L'oasi è dotata di un centro visite e di capanni per il birdwatching ed è sede di una stazione di monitoraggio della fauna e di inanellamento curata dall'Istituto di Gestione della Fauna.